# Huangshania novae-finlandiae
Huangshania novae-finlandiae är en svampart som först beskrevs av Rehm, och fick sitt nu gällande namn av Magnes 1997. Huangshania novae-finlandiae ingår i släktet Huangshania och familjen Triblidiaceae.   Inga underarter finns listade i Catalogue of Life.